# 韓国近現代史 (大韓民国の教科)
韓国近現代史は、大韓民国の高等学校選択科目として7次教育課程で施行された韓国史の教科。2002年に高等学校に入学した学生から適用される。
この教科は一般的に、1863年の興宣大院君の執権から、大韓帝国、日本統治時代、光復と大韓民国政府樹立、及びそれ以後現代までを主に扱っている。大学修学能力試験社会探求領域の11科目の選択科目の中の1つで、2008年大学修学能力試験の時は174,834名が選択して、全科目中で3番目に多く選択された。
ニューライト勢力を代表する教科書フォーラムは、2008年に入って、金星出版社が出版した韓国近現代史教科書などに対して、左に偏向していると主張したが、韓国史学界はこれを認めていない。2004年に国史編纂委員会と歴史学者たちが偏向性がないと結論を下したことがある。教育科学技術部は2008年にまた検討を依頼したが、国史編纂委員会は、まとまりのない教科書製作ガイドラインだけを提示して、はっきり偏向性があるという報告書を出さなかった.。